# Автоматизована система розрахунків
Білінг (англ. billing — складання рахунку) — в деяких видах бізнесу, зокрема в телекомунікаціях — автоматизована система обліку наданих послуг, їх тарифікації і виставляння рахунків для оплати. У сфері телекомунікацій білінг офіційно іменується «Автоматизована Система Розрахунків» (АСР).
Білінг (у галузі інтернет-комерції) — це послуга прийому оплати рахунків, як правило, по платіжних картках. Компанія, що надає послуги білінгу (автоматизованої системи формування, виставлення рахунків до сплати та прийому платежів) отримуючи з цього визначений процент, яка також, як її платіжна система, бере на себе функцію транспорту транзакції до банку-еквайера, але при цьому виконує ще ряд функцій: моніторинг та управління ризиками, організацію доступу до детальної статистики по транзакції тощо.
Білінгова система — важливий елемент програмного забезпечення будь-якої операторської діяльності, будь це звичайний телефонний зв'язок, дзвінки з мобільних телефонів, доступ до Інтернет.
Базова підсистема білінгу — система тарифікації дзвінків (сесій) та виставлення рахунків абонентам, яка має можливість взаємодіяти з комутатором, керує деякими його діями. Наприклад, коли абонент, за допомогою Інтернету, змінює свій тарифний план чи включає/відключає які-небудь послуги, інформація про зміни поступає на комутатор через білінгову систему.
Термін білінг вживається також стосовно компаній, зайнятих у сфері надання консультаційних послуг (юридична практика, аудит, бухгалтерський аутсорсинг, промисловий консалтинг і т. д.). Зазвичай в таких компаніях виставляння рахунків тісно пов'язане з об'ємом витрат часу і опосередковане погодинними ставками фахівців.
На сучасних підприємствах і в компаніях сфери професійних послуг використовуються спеціалізовані білінгові системи — програмні продукти, що забезпечують автоматичне виконання всіх операцій і процедур, пов'язаних з білінгом.
Також білінгом називають системи обліку і оплати інтернет трафіку, часто суміщені з технічними засобами, що автоматично обмежують доступ до послуги при нульовому балансі рахунку і що дозволяють видати деталізацію витраченого трафіку у разі використання тарифу, що лімітується.

## Білінгові системи

### У сфері телекомунікацій

#### Білінгова система «АСТРА»
Це потужний інструмент для автоматизованого розрахунку за послуги фіксованого оператора зв'язку.
Система включає в себе цілий ряд сервісів, підтримує сучасні маркетингові підходи до продажу послуг — пакетні тарифи, акції, бонуси, знижки, взаємодіє з іншими системами — лінійного обліку (Network Inventory), бюро ремонту (CRM), збору первинних даних (Mediation) і багатьма іншими.
Система має широкі можливості кастомізації, масштабованість, розрахована на операторів зв'язку з кількістю абонентів від 10 тис. до 10 млн.
Підтримувані сервіси: продажі, підключення абонентів, обслуговування абонентів; тарифікація, тарифні плани, операції з рахунками і конвергентність;прийом платежів;робота з дебіторами;звітність і статистика;досвід установки.

#### IDSysTel
Автоматизована система комплексних розрахунків за телекомунікаційні послуги IDSysTel — проєкт впроваджено і функціонує в промисловій експлуатації в 11 обласних філіях ВАТ «Укртелеком», Україну. За кількістю абонентів в цих 11 філіях обслуговується близько 40 % від всіх абонентів ВАТ «Укртелеком».
ВАТ «Укртелеком», на кінець 2008 р. обслуговує близько 10,5 млн фіксованих телефонних ліній (близько 85 % ринку України), 540 тис. абонентів широкосмугового доступу (близько 35 % ринку) і 228 тис. користувачів зв'язку 3G.

#### АСР ETBill
Автоматизована система розрахунків за телекомунікаційні послуги АСР ETBill — сучасна повнофункціональна розрахункова система оператора телекомунікацій, що надає користувачам як власне розрахункові функції і необхідні для цього можливості обліку, так функції обслуговування населення в частині прийому оплат за надані послуги та продажу супутніх товарів.
Програмне забезпечення АСР ETBill має сертифікат відповідності від 11 травня 2011 року, виданий органом сертифікації.
За своїми можливостями і функціональним особливостям відповідає вимогам ДСТУ 45.028-2004 — «Автоматизовані системи розрахунків за Телекомунікаційні послуги. Класифікація. Загальні технічні вимоги».
Система має 3-х рівневу архітектуру з використанням сервера додатків розробки компанії, а також можливостей сервера БД Oracle (версія 11g) і кластера Oracle RAC.
АСР ETBill впроваджена і успішно експлуатується в ПАТ «Укртелеком» з сумарною кількістю абонентів більше 3,5 мільйонів. Кількість користувачів, що працюють із системою, більше 4000. В даний час система працює в 2-х міжрегіональних ЦОД, обслуговуючи абонентів 8 регіонів України.

## Функції білінгу
Функції білінгу на підприємстві групуються в три основні блоки: розрахункові операції, інформаційне обслуговування, фінансове обслуговування.
У широкому сенсі, при розгляді білінгу в інтеграції з управлінням доходами (англ. Billing and revenue management) додатково виділяють такі функції, як гарантування отримання доходів (англ. revenue assurance), управління прибутковістю абонентів (англ. profitablity management), контроль шахрайства абонентів (англ. fraud management).

### Розрахункові операції
У блоці розрахункових операцій виділяються такі функції, як визначення споживання (наприклад, отримання з комутаторів детальної інформації про дзвінки, обробка даних з комутаційного обладнання про споживання трафіку, отримання даних з системи медіації), оцінка споживання (визначення розрахункових характеристик даних про споживання), агрегація оцінок і формування нарахувань абонентам, розрахунок податків, знижок, додаткових нарахувань, коригувань, випуск рахунків до оплати, забезпечення доставки або ознайомлення абонентів з рахунками до оплати, управління особовими рахунками абонентів [4].
Реалізація розрахункового блоку може суттєво відрізнятися як для різного типу комунікацій, так і в різних моделях взаємини з абонентами.

#### Prepaid
Prepaid (передоплата) — модель розрахунків з абонентами і агентами, що передбачає попереднє внесення коштів на свій особистий рахунок оператора послуг зв'язку, які згодом витрачаються на оплату отримуваних послуг. Prepaid-системи розрахунків як правило ведуть облік в реальному часі, безпосередньо керуючи процесом надання послуг, по досягненню нижнього порога кількості коштів на рахунку контрагента режим надання послуг може бути змінений (аж до повного припинення). Кількість коштів на рахунку, тривалість збереження позитивного балансу, розмір і регулярність надходжень можуть служити параметром тарифікації при розрахунку вартості, якості та кількості послуг, що надаються.
Функціональні можливості з підтримки обмеження доступу до послуг зв'язку в реальному часі з передплатної моделлю розрахунків іноді називають гарячим білінгом.

#### Postpaid
Postpaid — модель розрахунків, при якій оператор спочатку надають послуги абоненту або агенту в рамках укладеного з ним договору, а потім проводить тарифікацію та виставляння рахунків для оплати. Процес тарифікації і виставлення рахунків є планово-регулярним і зазвичай охоплює обумовлений у договорі календарний проміжок часу (найчастіше — місяць, іноді — тиждень, квартал, рік). Контрагент зобов'язаний сплатити суму виставленого рахунку протягом обумовленого в контракті проміжку часу, в разі несвоєчасної оплати до нього застосовуються зазначені в договорі методи роботи з боржником, в рамках процесів стягнення дебіторської заборгованості.

### Інформаційне обслуговування
Інформаційне обслуговування включає функції підтримки операційної інформації про абонентів, про продукти і послуги, включаючи їх тарифи, обмеження, можливі комбінації, а також конфігураційних даних про білінг в цілому (наприклад, розклади розрахунків і виставлення рахунків, управління подіями повідомлення абонентів, настройки аудиту та старіння інформації, допустимі характеристики абонентів).

### Фінансове обслуговування
Фінансове обслуговування покриває функції обробки платежів, їх квитовка за виставленими рахунками та послуг, управління дебіторською заборгованістю абонентів і процесом її стягнення, обробки даних з оподаткування.

## Підходи при виборі білінгових систем

### Перший підхід
Базується на тому, що замовник розробляє систему самостійно. Перевагами цього методу є можливість досягнути повної відповідності своїм потребам і глибокій інтеграції з іншими інформаційними системами й технічними ресурсами мережі. На жаль, світова статистика показує, що витрати на подібне рішення (з урахуванням наступного супроводу й модифікації) в 2,5 — 5 разів перевищують витрати на придбання й впровадження стандартного «коробочного» рішення.

### Другий підхід
Вимагає закупівлі інтегрованої системи операційного забезпечення бізнесу від одного постачальника. На жаль, й у цьому випадку існують певні проблеми. У своєму подальшому розвитку компанія стає заручником одного постачальника інформаційної системи, тому що втрачається можливість використовувати найкращі, у своєму класі, рішення.

### Третій підхід
Базується на використанні методу бізнес-компонентів для побудови інформаційної системи підприємства.